# جوشوا براون (لاعب هوكي الجليد)
جوشوا براون (بالإنجليزية: J. T. Brown)‏ (و. 1990  م) هو لاعب هوكي الجليد أمريكي، ولد في بورنسفيل، مركز لعبه هو جناح ‏.

## التعليم
تعلم في جامعة مينيسوتا دولوث
.

## روابط خارجية
- جوشوا براون على موقع دوري الهوكي الوطني (الإنجليزية)
- جوشوا براون على موقع EliteProspects.com (الإنجليزية)
- جوشوا براون على موقع Eurohockey.com (الإنجليزية)
- جوشوا براون على موقع HockeyDB.com (الإنجليزية)
- جوشوا براون على موقع Hockey-Reference.com (الإنجليزية)